# Partido Laborista (Rusia)
Los Trudovikí (trudovik literalmente significa trabajador; son también conocidos como Toilers o Laboristas, con su nombre completo de Partido Laborista de Rusia o "El Grupo Laborista" en ruso: Трудовая группа, Trudováya gruppa) constituyeron un partido laborista moderado que hizo su aparición a principios del siglo XX en Rusia. Los trudovikí fueron una escisión del Partido de los Socialistas Revolucionarios, debido a la postura del Partido de los Socialistas Revolucionarios en la Primera Duma.
Este partido socialista agrario, fue uno de los cientos de círculos de pequeños trabajadores que se desarrollaron en Rusia a consecuencia de la Revolución rusa de 1905. Mientras que la revolución de 1905 no consiguió derrocar al zar, de hecho ciertamente consiguió cercenar su poder — pero esto no se consiguió en la amplitud necesaria para una sociedad liberal y democrática, que era lo que estaban buscando las masas rusas. Como resultado de esto, el partido sobrevivió, pero bastante reducido.
Los trudovikí son más conocidos por sus asientos en la Duma Estatal, una asamblea nacional creada por el zar Nicolás II de Rusia como consecuencia de la Revolución de 1905. Los escaños que consiguió el partido, lo fueron principalmente en la Primera y Segunda Duma, en 1906 y 1907 momento en el que obtuvieron más de 100 escaños. Aleksandr Kerenski, más tarde fue primer ministro del Gobierno Provisional en 1917, también había sido elegido para la Cuarta Duma como trudovik en 1912.